# 多武峰村
多武峰村（とうのみねむら）は奈良県北西部、磯城郡に属していた村。現在は桜井市の南部。

## 歴史
- 1889年（明治22年）4月1日 - 町村制の施行により、十市郡倉橋村, 今井谷村, 横柿村, 北山村, 西口町, 多武峯, 鹿路村, 飯盛塚村, 八井内町, 針道村, 百市村, 南音羽村, 北音羽村, 下居村, 下リ尾村, 粟原村が合併し多武峰村が成立。
- 1897年（明治30年）4月1日 - 所属郡が磯城郡に変更。
- 1954年（昭和29年）3月3日 - 安倍村、朝倉村とともに桜井町に編入され、消滅。